# Amager

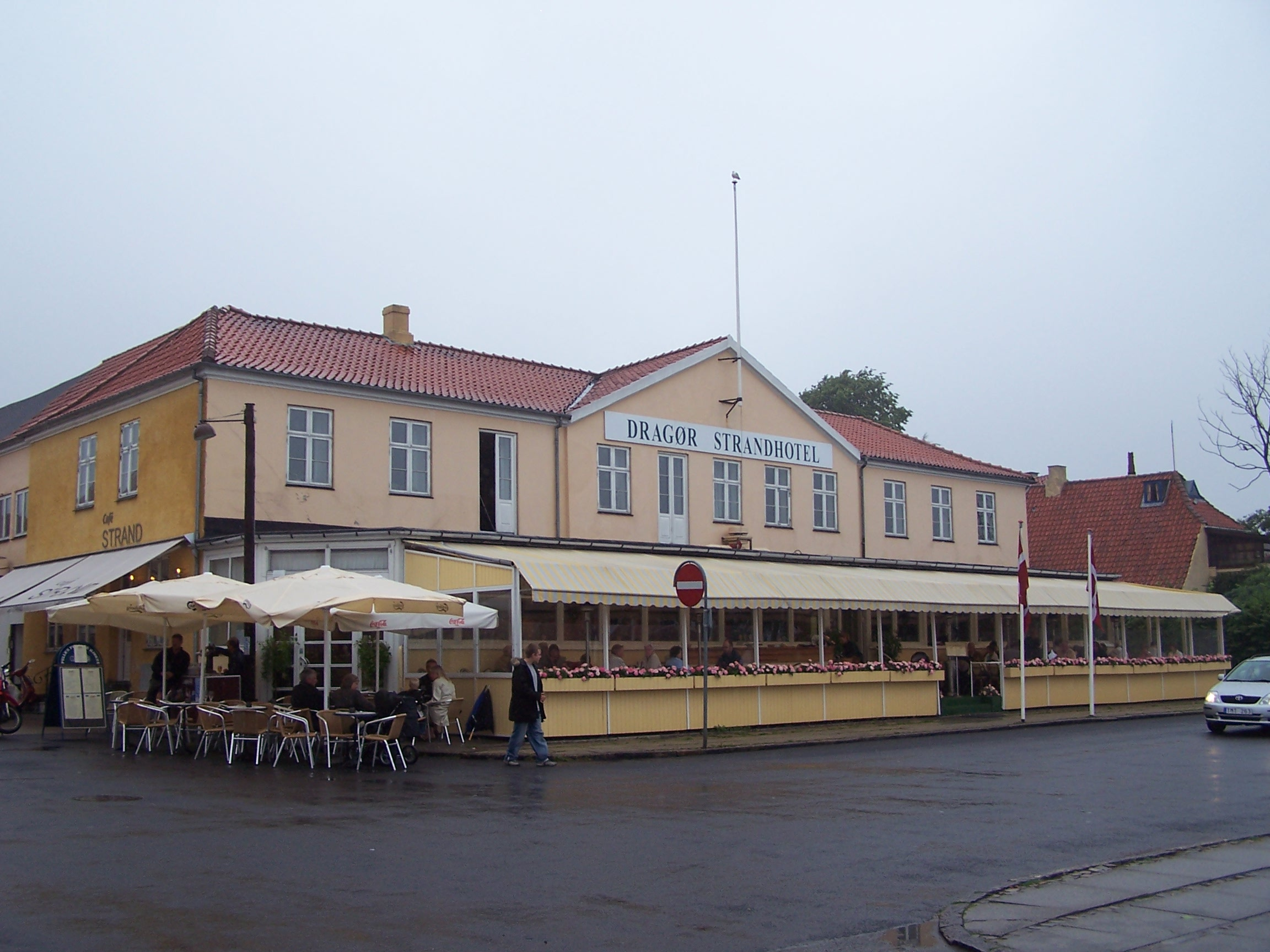
Dragør Strand Hotel ở Amager. Hình của Henrik Reinholdson (2005).

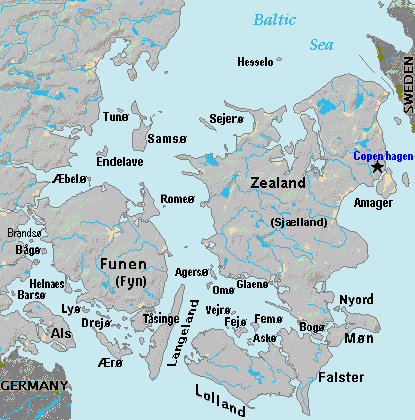
Amager (ở giữa, phía bên phải).

Amager ([ˈamaːˀ] hay, nhất với người lớn tuổi, [ˈamæjˀɐ]) là tên một đảo của Đan Mạch, trong eo biển Oresund, sát bên bờ phía đông của đảo Zealand. Một phần của thành phố Copenhagen nằm trên đảo này. Đảo Amager rộng 96,29 km², có 160.065 cư dân (trong đó 107.207 dân thuộc phần thành phố Copenhagen), do đó là đảo có mật độ dân số cao nhất Đan Mạch.

## Địa lý
Đảo Amager gồm phần lớn đất thấp phì nhiêu. Hiện nay phần lớn diện tích đảo dùng để xây dựng nhà cửa, chỉ có vùng Dragør và Kastrup vẫn còn là vùng đất nông, lâm nghiệp. Đảo có các bãi cát biển bao quanh. Phần của thành phố Copenhagen trên đảo này là khu vực Christianshavn, Sundby đông, Sundby tây, Islands Brygge (thường được gọi là Manhattan của Copenhagen), một phần của Vestamager và của Ørestad. Amager nối với Copenhagen bằng một loạt cầu và đường hầm.

## Lịch sử
Vào năm 1521 vua Christian II của Đan Mạch đã đưa 163 gia đình người Hà Lan tới nhập cư ở khu vực Store Magleby trên đảo, để trồng rau xanh đặc biệt cung cấp cho hoàng hậu Isabella, vì hoàng hậu là người Brussel (hồi đó thuộc Hà Lan).
Trong Thế chiến thứ hai, do nhiều người ở Copenhagen bị thất nghiệp, nhà nước đã huy động họ đắp đê bao quanh vùng đất thấp để mở rộng đảo ở phía tây, gọi là Kalvebod Fælled hoặc Vestamager, rộng khoảng 2.000 ha tức 1/4 diện tích đảo. Việc sử dụng các người thất nghiệp này nhằm tạo công ăn việc làm cho họ và cũng để tránh không để họ bị đem sang Đức lao động cưỡng bách.
Cho tới khoảng năm 1970, Amager cũng là nơi dân Copenhagen đổ rác, do đó đôi khi người bình dân cũng gọi đảo này là Lorteøen (đảo cứt đái, rác rến).

## Nối kết giao thông với Copenhagen
Amager nối liền giao thông với Copenhagen qua các cầu Knippelsbro, Langebro, Sjællandsbro, các cầu Kalvebod và 2 cầu dành cho xe đạp, 1 cầu dành cho xe lửa. Ngoài ra cũng có đường xe điện ngầm (metro). Amager cũng nối giao thông với thành phố Malmö (Thụy Điển) bằng Cầu Oresund.

## Các thành phố của Amager
Ngoài phần thành phố Copenhage, Amager có các thành phố sau:
- Dragør
- Kastrup
- Store Magleby
- Tårnby
- Tømmerup
- Ullerup